# ポストの中の明日
「ポストの中の明日」（ポストのなかのあす）は、藤子・F・不二雄（発表時は藤子不二雄名義）の漫画短編。未来予知をテーマとしたSF短編。
1975年（昭和50年）『週刊少年サンデー』18号初出。1984年に『藤子不二雄少年SF短編集』〈てんとう虫コミックス〉第2巻に表題作として初収録。以降2010年現在までに7つの短編集に収録されている（#書誌情報を参照）。1990年には『藤子・F・不二雄のSF短編シアター』内の一編としてOVA化されている（#アニメを参照）。

## あらすじ
主人公・市川は以前から既視感を持つことがよくあった。ある日彼が自宅のポストの中から新聞をとると、それは「明日」の新聞だった。彼は、偶然にも「今日」の新聞が「明日」の新聞に見えてしまう不思議な能力を得て、「明日」の出来事を知ることができるようになった。だが、明日、起きる事がわかっても食い止める術を持たず、かねてから計画していた青木ヶ原樹海へのハイキングで友人たちと共に遭難してしまうという「明日」を知った市川は必死で友人を説得しハイキングを中止にさせようとする。しかし、結局、無駄骨に終わり、彼らは市川の見た明日の新聞の通りに遭難してしまう。
雨が降り始め万策尽き疲れ果てた時、市川は森の外れに朝日が昇る光景を目の当たりにする。明日の朝に昇る太陽が今日、今に見え始めていることを知った市川は、気が狂ったのかと引き留めようとする仲間たちを振り切って日の昇る方角へと賭けていく。その読み通り、市川たちは無事、樹海から抜け出して山道へ戻ることに成功した。
それ以来、彼の中から明日を予知する能力は消え失せたのだった。

## 登場人物
市川 弘
本作品の主人公で「明日」の記事が見えてしまう不思議な能力を持つ。そのため、彼は自分たちに待ち受ける運命を知ってしまうことになる。
宇土（OVA版では宇土太郎）
ガキ大将のような性格で、市川の「知ったかぶり」な性格に苛立っている。父親はロロンビアの製作部長。樹海に迷い込むきっかけを作る張本人。
サチコ（OVA版では中野サチコ）
主人公の態度をいさめる。
メガネ（OVA版では目金という苗字）
ハイキングの行き先を提案する。
弘のおじ
SF漫画家。競馬で金を使ってしまい、弘の父に金を借りに来る。

## アニメ
「藤子・F・不二雄のSF短編シアター」第2巻収録。

### キャスト
- 弘 - 岩田光央
- 宇土 - 屋良有作
- サチコ - 冬馬由美
- メガネ - 難波圭一
- 弘の父 - キートン山田
- 弘の母 - 川浪葉子
- 弘のおじ - 郷里大輔
- 平野正人
- 河合義雄
- 真地勇志
- 大野由佳
- 巻島直樹

### スタッフ
- 監督：出﨑哲
- 脚本：今泉俊昭
- 絵コンテ：古橋一浩
- 演出：山口頼房
- 作画監督、キャラクターデザイン：清水恵蔵
- 美術監督：石垣努
- 原画：藤田正幸、金田あきふみ、上井康宜、白土理徳、川島明子、昆新之介、青柳重美 LAC
- 動画チェック：関口重晴
- 動画：坂本修司、白川悦子、中原清隆、岩倉和憲、村上暢康、森田実、韓一動画
- 背景：井上由美、長江剛、下野哲人、クローバーアート
- 制作進行：浅川真一
- 色彩設計：吉森良子
- 特殊効果：熊井芳貴
- 仕上：伊藤弘子、木村郁代、市村勇、小関裕子、和田美代子、永山利香、松藤宣江、大崎美樹、黒岩智子、高野千恵、三浦恵子、江成紀子、高見沢佐智子
- 撮影監督：広川二三男
- 撮影：松下力也、岩崎敦、武田純一、松平高吉、虫プロダクション、旭プロダクション
- 編集：井上潔、渡瀬祐子、薩川昭夫、植竹正幸、井上編集室
- 音響監督：明田川進
- 音楽：宮原恵太
- 効果：サウンドボックス
- 録音：安藤邦男
- 録音スタジオ：アオイスタジオ
- 音響製作：マジックカプセル
- 音響担当：三間雅文
- 製作協力：綿引勝美、メモリーバンク
- 音楽製作：小学館プロダクション、サウンド・スタッフ
- 協力：藤子プロ、少年サンデー編集部、コロコロコミック編集部、学習雑誌編集部
- 現像：東京現像所
- タイトル：マキ・プロ
- プロデューサー：浅見勇（小学館）、清松信夫（東宝）、松崎義之（マジックバス）
- アニメーション製作：マジックバス
- 製作：小学館、東宝

### 主題歌
- オープニングテーマ
  - 無し
- 挿入歌
  - 『明日が見えたら』 歌：サントリィ坂本
  - 作詞：藤子・F・不二雄 補作詞：サントリィ坂本 作曲：宮原恵太
- エンディングテーマ
  - 『LOVE & PEACE』 歌：TWIGGY
  - 作詞作曲：堀井千賀子 編曲：TWIGGY ファンハウス

## 書誌情報
以下の短編集に収録されている。特記のない限り藤子・F・不二雄名義、小学館刊。
- 藤子不二雄『藤子不二雄少年SF短編集2 ポストの中の明日』〈てんとう虫コミックス〉1984年7月25日初版発行、ISBN 4-09-140702-1
- 『藤子・F・不二雄 SF全短篇2 みどりの守り神』 中央公論社〈中公愛蔵版〉1987年3月20日初版発行、ISBN 4-12-001557-2
- 『少年SF短篇4 おれ、夕子』中央公論社〈藤子不二雄ランド〉通巻239巻、1989年5月19日初版発行、ISBN 4-12-410239-9
- 『藤子・F・不二雄少年SF短編集2 絶滅の島』〈小学館コロコロ文庫〉1996年05月20日初版発行（4月26日発売[2]）、ISBN 4-09-194036-6
- 『藤子・F・不二雄SF短編PERFECT版2 定年退食』2000年9月20日初版発行（8月25日発売[3]）、ISBN 4-09-176202-6
- 『少年SF短編1』〈藤子・F・不二雄大全集〉通巻074巻、2010年9月29日初版第一刷発行（9月24日発売[4]）、ISBN 978-4-09-143439-5、A5判
- 『藤子・F・不二雄SF短編集』〈My First BIG〉廉価版